# 地球は僕らの宝島
『地球は僕らの宝島』（ちきゅうはぼくらのたからじま）は、テレビ朝日系列局ほかで放送されていた朝日放送製作のドキュメンタリー番組である。MIKI HOUSEの一社提供。テレビ朝日系列局では1988年1月10日から1990年1月21日まで、毎週日曜 19:00 - 19:30 （日本標準時）に放送。
俳優の西田敏行と女優の宮崎美子が司会を務めていた。

## ネット局
| 放送対象地域  | 放送局             | 放送当時の系列                | ネット形態 | 備考               |
| ------------- | ------------------ | ----------------------------- | ---------- | ------------------ |
| 近畿広域圏    | 朝日放送           | テレビ朝日系列                | 製作局     |                    |
| 関東広域圏    | テレビ朝日         | テレビ朝日系列                | 同時ネット |                    |
| 北海道        | 北海道テレビ       | テレビ朝日系列                | 同時ネット |                    |
| 宮城県        | 東日本放送         | テレビ朝日系列                | 同時ネット |                    |
| 山形県        | 山形放送           | 日本テレビ系列 テレビ朝日系列 | 同時ネット | [ 注 1 ]           |
| 福島県        | 福島放送           | テレビ朝日系列                | 同時ネット |                    |
| 新潟県        | 新潟テレビ21       | テレビ朝日系列                | 同時ネット |                    |
| 石川県        | 石川テレビ         | フジテレビ系列                | 遅れネット |                    |
| 静岡県        | 静岡けんみんテレビ | テレビ朝日系列                | 同時ネット | [ 注 3 ]           |
| 中京広域圏    | 名古屋テレビ       | テレビ朝日系列                | 同時ネット |                    |
| 香川県 岡山県 | 瀬戸内海放送       | テレビ朝日系列                | 同時ネット |                    |
| 広島県        | 広島ホームテレビ   | テレビ朝日系列                | 同時ネット |                    |
| 福岡県        | 九州朝日放送       | テレビ朝日系列                | 同時ネット |                    |
| 長崎県        | 長崎放送           | TBS系列                       | 遅れネット |                    |
| 熊本県        | 熊本朝日放送       | テレビ朝日系列                | 同時ネット | 1989年10月開局から |
| 鹿児島県      | 鹿児島放送         | テレビ朝日系列                | 同時ネット |                    |